# Svařeň
Svařeň (německy Swarschen) je vesnice a část města Vysoké Mýto v okrese Ústí nad Orlicí. Nachází se asi pět kilometrů jihozápadně od Vysokého Mýta. Svařeň je také název katastrálního území o rozloze 3,35 km².

## Historie
První písemná zmínka o vesnici pochází z roku 1410.

## Pamětihodnosti
- Javor klen ve Svařeni – památný strom na severním okraji Svařeně, u cesty v blízkosti domu čp. 37
- Lípa srdčitá v Sítince – památný strom v osadě Sítinka, u bývalého zájezdního hostince